# Михайловский сельсовет (Аургазинский район)
Михайловский сельсовет — муниципальное образование в Аургазинском районе Республики Башкортостан Российской Федерации.

## История
Согласно «Закону о границах, статусе и административных центрах муниципальных образований в Республике Башкортостан» имеет статус сельского поселения.

## Население
| 2002 | 2009  | 2010  | 2012  | 2013  | 2014  | 2015 |
| ---- | ----- | ----- | ----- | ----- | ----- | ---- |
| 1200 | ↗1241 | ↘1098 | ↘1064 | ↘1037 | ↘1022 | ↘969 |
| 2016 | 2017  |       |       |       |       |      |
| ↘964 | ↘949  |       |       |       |       |      |

## Состав сельского поселения
| № | Населённый пункт | Тип населённого пункта          | Население |
| - | ---------------- | ------------------------------- | --------- |
| 1 | Михайловка       | деревня, административный центр | ↘267      |
| 2 | Мурадым          | деревня                         | ↘773      |
| 3 | Кушкуль          | деревня                         | ↘58       |

### Упразднённые населённые пункты
- поселок Николаевка  (Закон «О внесении изменений в административно-территориальное устройство Республики Башкортостан в связи с образованием, объединением, упразднением и изменением статуса населенных пунктов, переносом административных центров» от 20 июля 2005 года N 211-з)